# Pruchna
Pruchna (deutsch Pruchna oder Pruchnau) ist eine Ortschaft mit einem Schulzenamt der Gemeinde Strumień im Powiat Cieszyński der Woiwodschaft Schlesien in Polen.

## Geographie

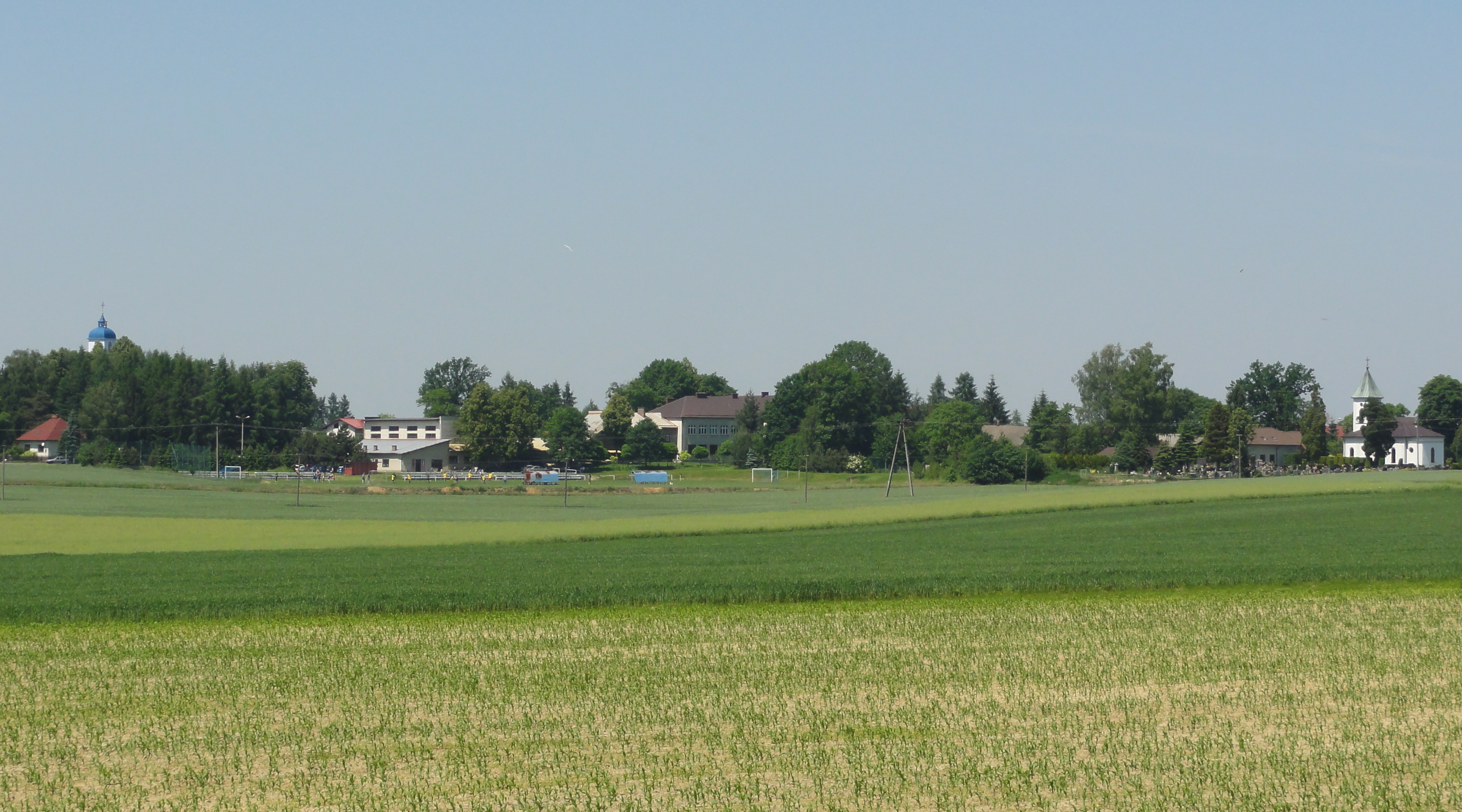
Blick auf Pruchna vom Süden

Pruchna liegt an der Grenze des Ostrauer Beckens (Kotlina Ostrawska, im Westen) und des Auschwitzer Beckens (Kotlina Oświęcimska, im Osten), etwa 26 km westlich von Bielsko-Biała und 50 km südlich von Katowice im Powiat (Kreis) Cieszyn.
Das Dorf hat eine Fläche von 1903 ha.
Nachbarorte sind Bąków im Norden, Drogomyśl und Ochaby im Osten, Dębowiec im Südosten, Rudnik im Süden, Kończyce Wielkie im Südwesten, Kończyce Małe im Osten, Zebrzydowice und Pielgrzymowice im Nordwesten.

## Geschichte
Das Dorf liegt im Olsagebiet (auch Teschner Schlesien, polnisch Śląsk Cieszyński). Im Jahre 1290, in der Zeit des polnischen Partikularismus, entstand das neue Herzogtum Teschen. Die Entstehung bedingte eine Kolonisationsbewegung. Das Dokument Liber fundationis episcopatus Vratislaviensis (Zehntregister des Bistums Breslau) von etwa 1305 zeigte ungefähr siebzehn neuen Dörfer im Herzogtum auf, unter anderen "Item in Prochna". Das Dorf war noch in der früheren Phase der Gründung, deshalb das Territorium, von dessen die Höhe des Zehnts ausgerechnet war, unausdrücklich war. Der Name, ursprünglich Prochna oder Prochno, stammt aus der Braunfäule, auf Polnisch próchno.
Seit 1327 bestand das Herzogtum Teschen die Lehensherrschaft des Königreichs Böhmen und seit 1526 gehörte es zur Habsburgermonarchie.
Die Pfarrei Prochna im Teschener Dekanat wurde im Peterspfennigregister des Jahres 1447 erwähnt. Nach 1540 erfolgte unter Wenzel III. Adam die Reformation und die Kirche wurde von Lutheranern übernommen. Eine Sonderkommission gab sie am 15. April 1654 an die Katholiken zurück.
Zwischen den Jahren 1844 und 1863 wurde eine Station auf der Kaiser Ferdinands-Nordbahn.
Nach der Aufhebung der Patrimonialherrschaften war es ab 1850 eine Gemeinde in Österreichisch-Schlesien, Bezirk Bielitz und Gerichtsbezirk Schwarzwasser. Derweil nahm die ethnographische Gruppe Wałasi (Untergruppe der Schlesier, nicht zu verwechseln mit Walachen) deutliche Gestalt an, wohnhaft auch in Pruchna, traditionell Teschener Mundarten sprechend. 
Ab 1907 gehörte die Gemeinde zum Wahlbezirk Schlesien 14. In der ersten allgemeinen, gleichen, geheimen und direkten Reichsratswahl 1907 gewann dort Józef Londzin mit 107 Stimmen (polnisch-patriotische Bund der schlesischen Katholiken) vor seinem ehemaligen Freund Jan Sztwiertnia (69 Stimmen) und sozialistischer Alojzy Bonczek (7 Stimmen). In der Reichsratswahl 1911 gewann dort wieder Józef Londzin (114 Stimmen) vor deutschfreundlicher bzw. antipolnischer Józef Kożdoń (75 Stimmen) und sozialistischer Edmund Chobot (34).
1920, nach dem Zusammenbruch der k.u.k. Monarchie und des Polnisch-Tschechoslowakischen Grenzkriegs, kam Pruchna zu Polen. Unterbrochen wurde dies nur durch die Besetzung Polens durch die Wehrmacht im Zweiten Weltkrieg. Im Jahre 1945 wurde die katholische Kirche fast gänzlich zerstört.
Von 1975 bis 1998 gehörte Pruchna zur Woiwodschaft Bielsko-Biała.

### Einwohnerentwicklung
| Jahr       | 1880 | 1890 | 1900 | 1910 | 1921 |
| ---------- | ---- | ---- | ---- | ---- | ---- |
| Einwohnern | 1525 | 1492 | 1519 | 1467 | 1520 |

1. ↑  Darunter: 1429 (96.3 %) polnischsprachige, 10 (0,7 %) tschechischsprachige, 44 (3 %) deutschsprachige;
2. ↑  Darunter: 1385 (95,6 %) polnischsprachige, 4 (0,3 %) tschechischsprachige, 59 (4,1 %) deutschsprachige;
3. ↑  Darunter: 1416 (96,4 %) polnischsprachige, 20 (1,4 %) tschechischsprachige, 33 (2,2 %) deutschsprachige; 961 (63,3 %) römisch-katholisch, 534 (35,2 %) evangelisch, 24 (1,6 %) israelitisch;
4. ↑  Darunter: 1370 (96,1 %) polnischsprachige, 12 (0,9 %) tschechischsprachige, 43 (3 %) deutschsprachige; 941 (64,1 %) römisch-katholisch, 513 (35 %) evangelisch, 13 (0,9 %) israelitisch;
5. ↑  Darunter: 1518 (99,9 %) polnischer Nationalität, 2 (0,1 %) deutscher Nationalität; 987 (64,9 %) römisch-katholisch, 515 (33,9 %) evangelisch, 2 (0,1 %) andere Christen, 16 jüdisch (1 %);

## Religion
Die römisch-katholische Pfarrei gehört zum Bistum Bielsko-Żywiec, Dekanat Strumień. Die evangelische Filialgemeinde gehört zur Pfarrei Drogomyśl, Diözese Cieszyn.

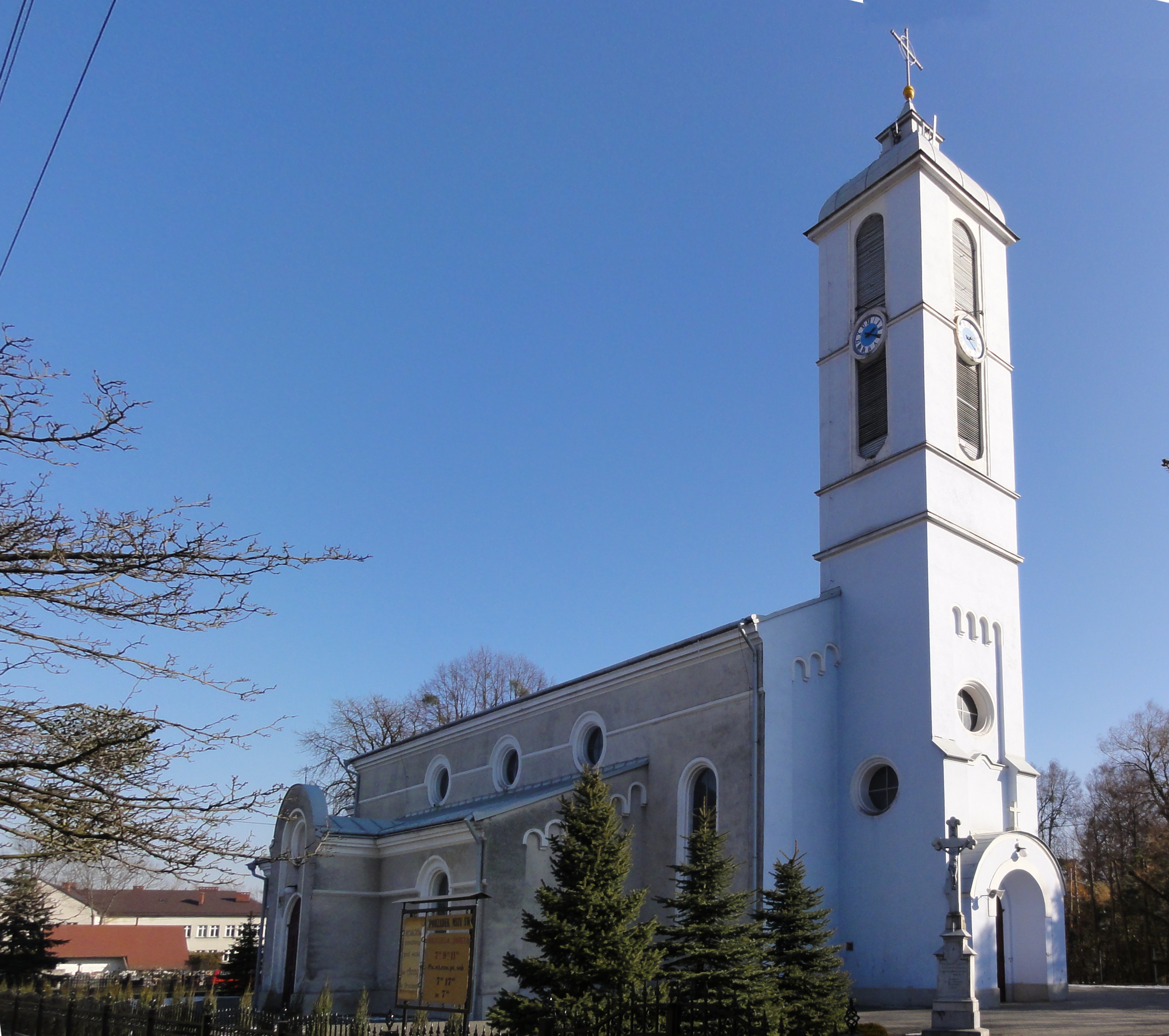
Katholische Kirche
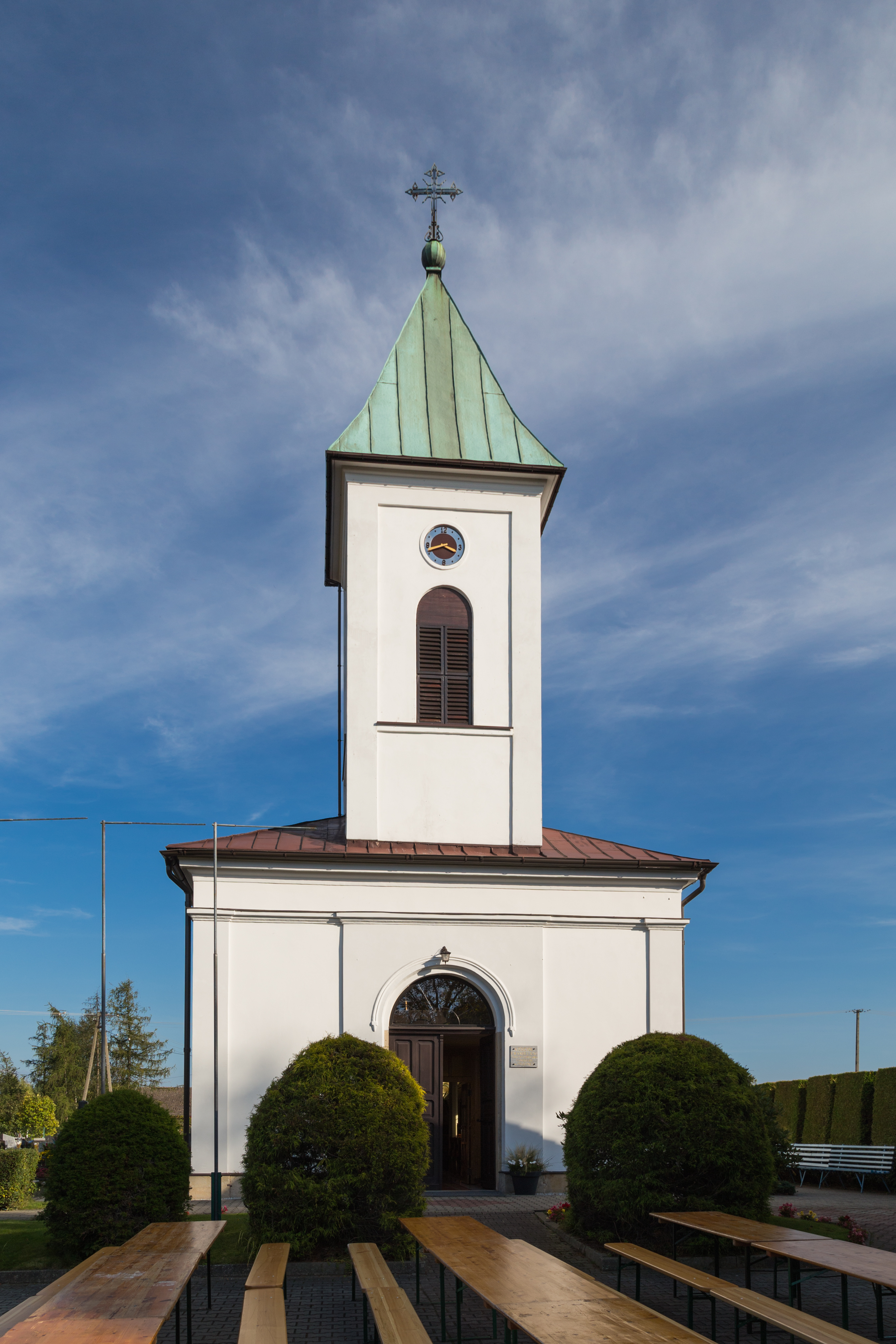
Evangelische Filialkirche

## Persönlichkeiten
- Ludwik Heimb (um 1700–1765), polnischer Priester, Dichter, Übersetzer
- Paul Kutscha (1872–1935), österreichischer Natur- und Marinemaler
- Józef Mamica (1878–1940), polnischer Pastor und Opfer des Nationalsozialismus
- Emilia Michalska (1906–1997), polnische Schriftstellerin
- Józef Kornblum (1917–2009), polnisch-israelischer Schriftsteller

## Sehenswürdigkeiten
- Sühnekreuz von Pruchna